# Telangiectasia
Telangiectasias (tel-: end, «angi-»«vaso sanguíneo ectasia a expansão de um órgão oco ou tubular»)?, também conhecida como vasinhos, são pequenos vasos sanguíneos dilatados que podem ocorrer perto da superfície da pele ou membrana mucosa, medindo entre 0,5 e 1 milímetro de diâmetro. Estes vasos sanguíneos dilatados podem desenvolver-se em qualquer parte do corpo, mas são comummente observados no rosto em redor do nariz, bochechas e queixo. Os vasos sanguíneos dilatados também podem desenvolver-se nas pernas, embora quando ocorrem nas pernas, muitas vezes tenham refluxo venoso subjacente ou "veias varicosas ocultas" (ver secção Hipertensão venosa). Quando se encontram nas pernas, encontram-se especificamente na parte superior da coxa, abaixo da articulação do joelho e à volta dos tornozelos.